# Porto do Mandoca
Cartão Postal de Alvaro Conde, Caieiras Primitivas do Porto do Mandoca 1939
Porto do Mandoca é um local situado no bairro Benevente, na cidade de Anchieta, no estado do Espírito Santo, Brasil. No passado, o local abrigava as caieiras, fornalhas primitivas utilizadas para a produção artesanal de cal. Conchas de moluscos, principalmente bugigão, eram extraídas dos sambaquis da região, torradas nas fornalhas e transformadas em cal para serem utilizadas nas construções antigas do Brasil colonial.

## Situação atual
No Porto do Mandoca, existe um sambaqui identificado e tombado como sitio arqueológico pelo Instituto do Patrimônio Histórico e Artístico Nacional (IPHAN). No entanto, ocorreram intervenções das empresas Samarco Mineração S.A, pela passagem dos seus minerodutos, e também pela Companhia Espírito-Santense de Saneamento (Cesan), pela instalação de um emissário de efluentes vindo da ETE de Nova Jerusalém na região.

## Importância histórica
O Porto do Mandoca possui uma importância histórica significativa. Ele pode ter sido utilizado na construção da Paroquia Nossa Senhora de Assunção, hoje Santuário Nacional de São José de Anchieta, dos Poços dos Jesuítas, dos Casarões do Porto de Cima e das Ruínas do Rio Salinas. Ao observar as colunas existentes nas ruínas, é possível identificar restos de carvão misturados ao reboco colonial, indicando que ele foi feito com aglutinante e cal de conchas, anteriormente fabricados no Porto do Mandoca, no bairro Benevente. Além disso, o sambaqui presentes no Porto do Mandoca, nome dado a sítios pré-históricos formados pela acumulação de conchas, moluscos, ossos humanos e de animais, comprovam a existência de comunidades de caçadores e coletores que consumiam moluscos e utilizavam suas cascas para construir moradias. No interior dos sambaquis, também podem ser encontrados vestígios arqueológicos, como artefatos de cerâmica, que revelam informações valiosas sobre as antigas comunidades que habitavam a região.

## Turismo

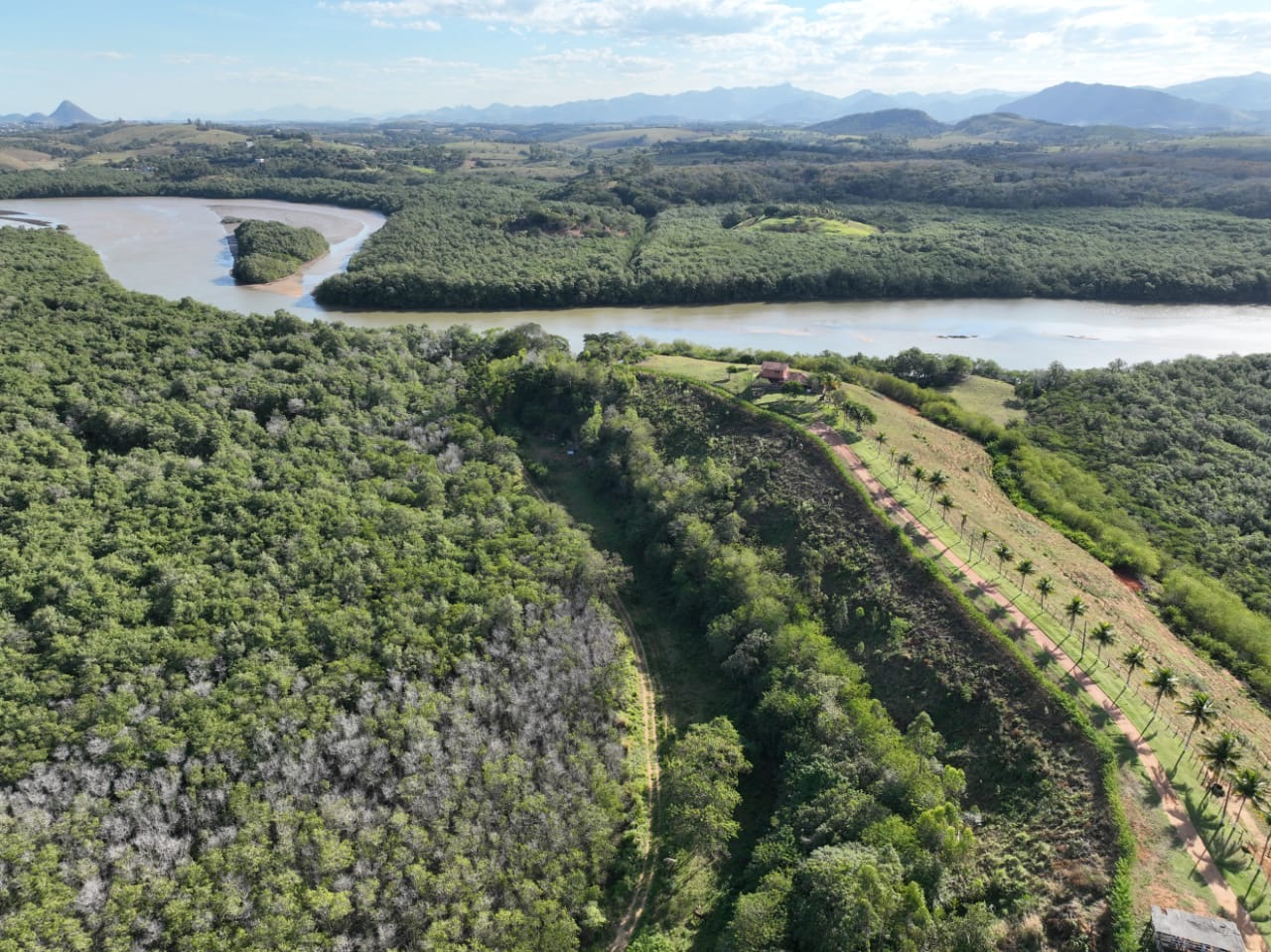
Vista do Manguezal do Porto do Mandoca, Anchieta, Espírito Santo, Brasil

O Porto do Mandoca no passado atraia muitos visitantes visitantes interessados em explorar a suas águas tranquilas e a sua antiga bela paisagem em atividades recreativas como acampamentos e a pesca artesanal. Os turistas hoje desconhecem a localidade, impactada pelos danos ambientais causados pela Cesan excluindo esse patrimônio histórico dos demais. 
Para os amantes da natureza, o Porto do Mandoca, deveria oferecer belas paisagens e a oportunidade de apreciar a flora e fauna local, mas atualmente, sofre danos ambientais com a poluição desenfreada, no município de Anchieta.

## Problemas ambientais

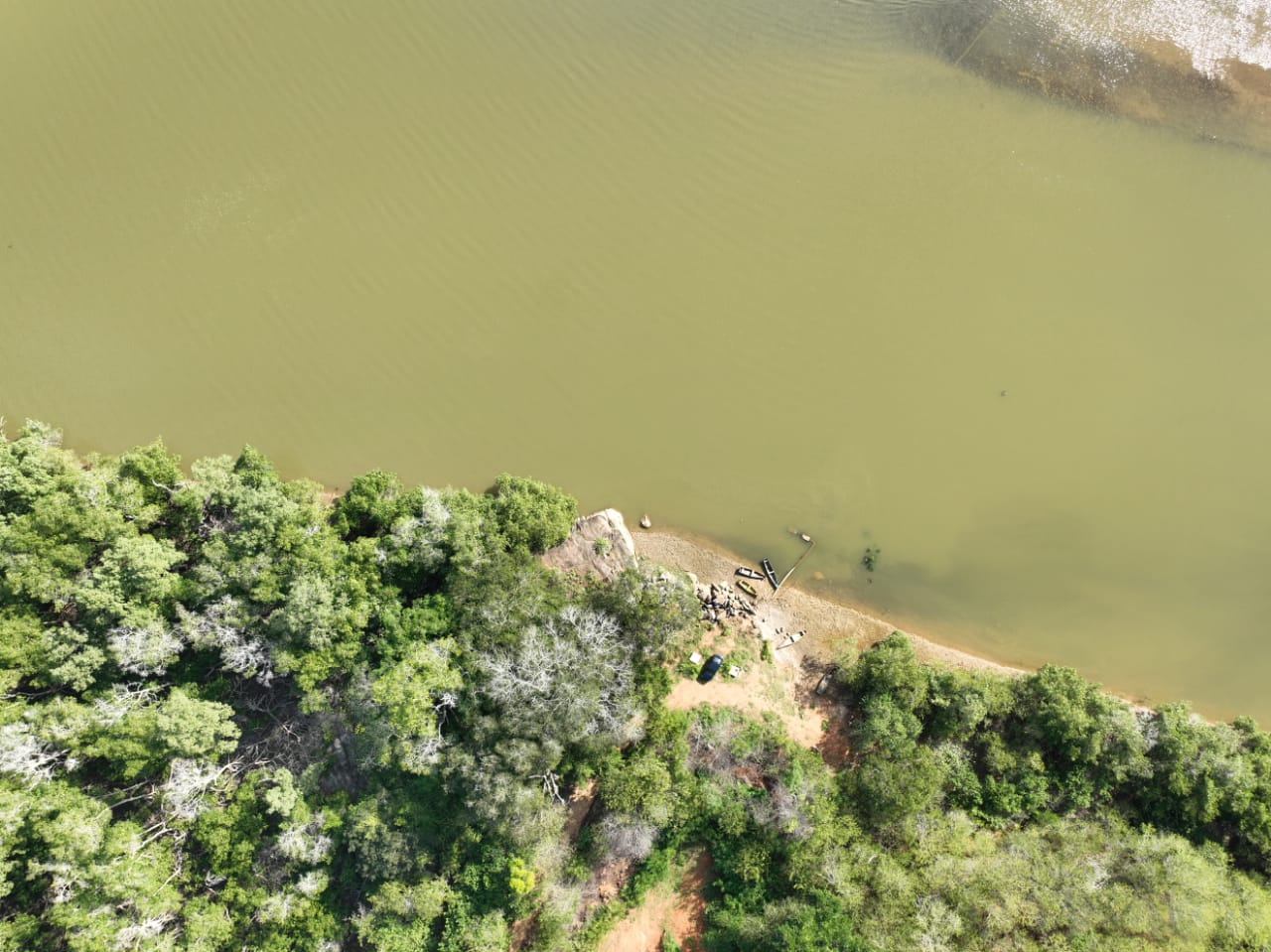
Porto do Mandoca, Poluição no Rio Benevente, Anchieta, Espírito Santo, Brasil

Infelizmente, o Porto do Mandoca enfrenta sérios problemas ambientais. O lançamento de esgoto in natura no rio Benevente pela Companhia Espírito-santense de Saneamento (Cesan) tem causado danos à fauna e flora e na vida aquática, impactando negativamente a pesca e atividades relacionadas. Além disso, a poluição tem afetado a qualidade da água e a saúde dos profissionais artesanais locais. Segundo a CPI da Cesan, realizada na Câmara Municipal de Anchieta, no ano de 2017, o esgoto lançado no local é in natura. O relatório da CPI aponta diversas irregularidades, como o descumprimento de regulamentações e o reconhecimento por parte da empresa de que os níveis de tratamento de esgoto, não atendem à porcentagem obrigatória. Além disso, a Cesan realizou intervenções na área sem licença ambiental. 
Mesmo após todas as irregularidades constatadas, a Prefeitura Municipal de Anchieta renovou o contrato com a Cesan, que continua lançando esgoto in natura no Rio Benevente. Recentemente, João Simas, presidente da Associação Comunitária do Bairro Benevente, tem promovido audiências públicas com as famílias tradicionais, pescadores artesanais, marisqueiras, catadores de caranguejo e armadores. Essas audiências têm relatado um grande impacto ambiental, com o desaparecimento de crustáceos, mariscos e outras espécies marinhas na intenção de impor a Cesan medidas para solucionar tais problemas. Além disso, tais acontecimentos têm afetado diretamente a cultura familiar transmitida de geração em geração, devido à diminuição de peixes, caranguejos e à morte dos mariscos da região. 
Associações têm lutado para combater essa questão, promovendo ações de conscientização e pressionando as autoridades a tomarem medidas efetivas para resolver o problema. Audiências públicas, manifestações e campanhas têm sido realizadas com o objetivo de chamar a atenção para a situação e buscar soluções sustentáveis para a preservação do Porto do Mandoca e seus recursos naturais.